# FK Oefa

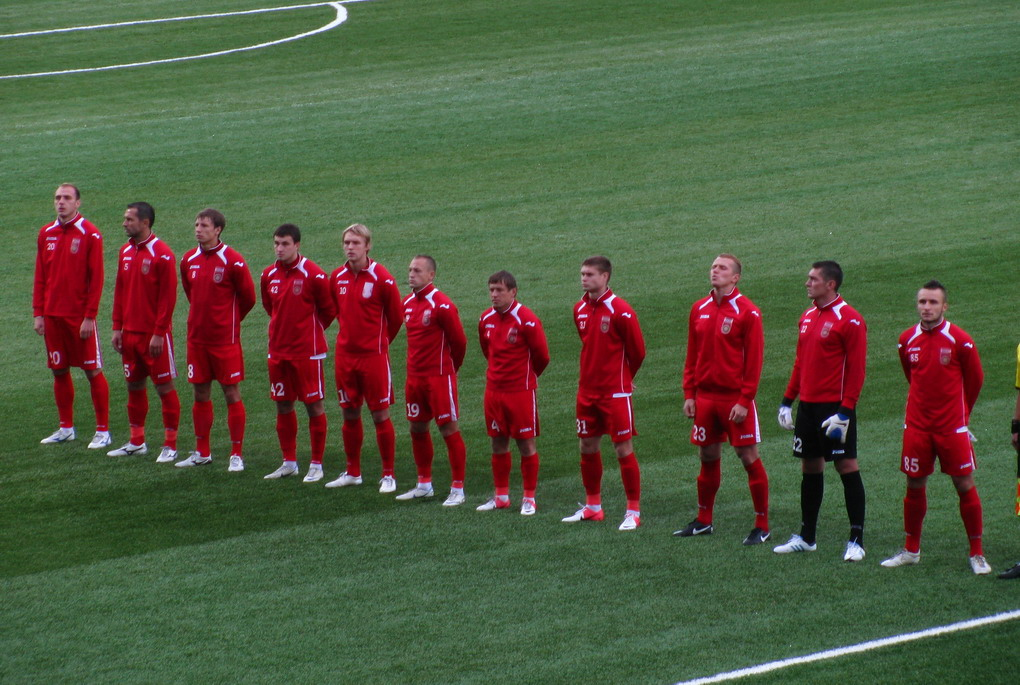
Team van 2012

FK Oefa (Russisch: ФК Уфа) is een Russische voetbalclub uit Oefa.

## Geschiedenis
De club werd eind 2010 opgericht. Andrej Kantsjelskis werd de eerste coach en de club begon in de Russische tweede divisie. In het eerste seizoen werd Oefa tweede in de zone Oeral-Volga en promoveerde naar de Russische eerste divisie. In het eerste seizoen eindigde de club zesde. Het volgende seizoen vierde, waardoor ze aan de eindronde om promotie deelnamen waarin ze het moest opnemen tegen Tom Tomsk uit de Premjer-Liga. Oefa won met 5-1 en verloor de terugwedstrijd met 3-1 en promoveerde zo voor het eerst naar de hoogste klasse. In 2022 degradeerde de club na acht jaar uit de hoogste klasse en degradeerde een jaar later zelfs verder naar de derde klasse. In 2024 promoveerde de club terug naar de tweede klasse. 

## Eindklasseringen (grafisch) vanaf 2012
| 2 |

| 6 |

| 4 |

| 12 |

| 12 |

| 7 |

| 6 |

| 14 |

| 9 |

| 13 |

| Premjer-Liga | FNL | 2e divisie |

## Oefa in Europa
Uitslagen vanuit gezichtspunt FK Oefa
| Seizoen                                                    | Competitie    | Ronde | Land               | Club               | Totaalscore | 1e W    | 2e W    | PUC |
| ---------------------------------------------------------- | ------------- | ----- | ------------------ | ------------------ | ----------- | ------- | ------- | --- |
| 2018/19                                                    | Europa League | 2Q    | Vlag van Slovenië  | NK Domžale         | 1-1 u       | 0-0 (T) | 1-1 (U) | 3.0 |
|                                                            |               | 3Q    | Vlag van Luxemburg | Progrès Niedercorn | 4-3         | 2-1 (T) | 2-2 (U) | 3.0 |
|                                                            |               | PO    | Vlag van Schotland | Rangers FC         | 1-2         | 0-1 (U) | 1-1 (T) | 3.0 |
| Totaal aantal behaalde punten voor UEFA coëfficiënten: 3.0 |               |       |                    |                    |             |         |         |     |